# Finneltjärnen, Lappland
Finneltjärnen är en sjö i Lycksele kommun i Lappland och ingår i Öreälvens huvudavrinningsområde. Finneltjärnen ligger i Öreälven Natura 2000-område.